# Morpho coerulaeconfusus
Morpho coerulaeconfusus är en fjärilsart som beskrevs av Le Moult 1933. Morpho coerulaeconfusus ingår i släktet Morpho och familjen praktfjärilar. Inga underarter finns listade i Catalogue of Life.